# Polaris-Azimut
Als Polaris-Azimut wird die astrogeodätische Richtungsbestimmung (Azimut) eines terrestrischen Zieles mit Hilfe des Polarsterns bezeichnet.
Das Verfahren gehört zu den genauesten Azimut-Methoden der Geodätischen Astronomie, obwohl die Vorgangsweise im Prinzip einfach ist:
- Anzielen des Vermessungspunktes (es sollte ein Fernpunkt in mindestens 5 km Distanz sein)
- Anzielen des Polarsterns in Kreislage I, Ablesung von Teilkreis und Uhrzeit
- Durchschlagen des Theodolits
- Anzielen des Polarsterns in Kreislage II usw.
- Anzielen des Vermessungspunktes in Kreislage II.

Mit dem Standort des Beobachters geografische Koordinaten und den Uhrzeiten der Sternzielungen lässt sich deren Azimut berechnen, aus der am Theodolit gemessenen Richtungsdifferenz das terrestrische Azimut.
Die wichtigsten Anwendungen des Verfahrens, das in etwa 10 Minuten eine Genauigkeit im Bereich von ±1" gibt, sind
- die Orientierung von Vermessungsnetzen nach astronomisch Nord
- die Bestimmung der Lotabweichungs-Komponente Ost-West
- die Messung von Laplace-Azimuten.

Auch Tagbeobachtungen des Polarsterns sind durchaus möglich. Wenn der Himmel wolkenlos und tiefblau ist, genügt dafür schon ein üblicher Theodolit. Man findet den Stern aber nur, wenn die Nordrichtung auf 1–2° genau bekannt ist. Seine Abweichung davon kann etwa 1° betragen, und sein Höhenwinkel entspricht annähernd der geografischen Breite ±0,7°.